# Clopoțel pitic de stâncă
Clopoțelul pitic de stâncă (Campanula cochlearifolia - Lam., uneori scris Campanula cochleariifolia) este o plantă din genul Campanula și din familia Campanulaceae.

## Descriere
Clopoțelul pitic de stâncă are numeroase tulpini scunde, cu lungimea maximă de 100 mm. Tulpinile sunt înghesuite. Frunzele de la baza tulpinii sunt stufose, în rozetă, formând pâlcuri mici. Ele sunt aproximativ rotunde, au dinți rari și ascuțiți pe margini și au codițe lungi. Frunzele de pe tulpină sunt mai mici, mai rare și ascuțite.
Florile au culoarea albastru-deschis. Cresc câte l—5 pe codițe lungi la capătul tulpinii, sunt aplecate în jos, de obicei într-o singură parte. Corola plantei este în formă de clopot, de unde și denumirea. Corola are l0—20 mm lungime, cu câte cinci dinți pe margine. Caliciul este scurt, cu cinci dinți înguști, ascuțiți, adesea răsfrînți înapoi. Clopoțelul pitic de stâncă înflorește în lunile iunie-iulie.

## Răspândire
În România crește în Carpații Meridionali pe stânci, bolovănișuri, grohotișuri și pe roci calcaroase.